# مایکل آیزنمان
 مایکل آیزنمان (انگلیسی: Michael Aizenman؛ زاده ۲۸ اوت ۱۹۴۵) یک ریاضی‌دان، و فیزیک‌دان اهل ایالات متحده آمریکا است.